# 鄭世勲
鄭 世勲（チョン セフン、1973年もしくは1974年 - 1996年3月19日）は韓国の柔道選手。階級は65kg級。 

## 人物
龍仁大学校入学後、1994年の世界ジュニア65kg級で3位になると、嘉納杯でも3位となった。1995年のユニバーシアードでは個人戦と団体戦で優勝を果たした。1996年1月には正力国際でも優勝するが、3月には過度の減量による心臓麻痺が原因で22歳で死去した。

## 主な戦績
- 1994年 - イタリア国際　3位
- 1994年 - 世界ジュニア　3位
- 1994年 - 嘉納杯 3位
- 1995年 - ユニバーシアード　個人戦　優勝　団体戦　優勝
- 1995年 - 韓国国際　3位
- 1996年 - 正力国際　優勝

(出典)。